# Механізм Кельвіна — Гельмгольца
Механізм Кельвіна — Гельмгольца — це астрономічний процес, який відбувається, коли поверхня зорі або планети охолоджується. Охолодження спричиняє падіння внутрішнього тиску, і в результаті зірка чи планета стискаються. Це стиснення, у свою чергу, нагріває ядро зірки/планети. Цей механізм є наочним на Юпітері та Сатурні та на коричневих карликах, температури у центрі яких недостатньо високі для ядерного синтезу у водні. Підраховано, що Юпітер випромінює більше енергії через цей механізм, ніж отримує від Сонця, але Сатурн можливо ні. Вважається, що Юпітер скорочується зі швидкістю приблизно 1 мм/рік за допомогою цього процесу, що відповідає потоку енергії зсередини 7,485 Вт/м2.
Цей механізм спочатку запропонували Кельвін і Гельмгольц наприкінці дев'ятнадцятого століття для пояснення джерела енергії Сонця. До середини дев'ятнадцятого століття закон збереження енергії став загальноприйнятим, і одним із наслідків цього закону фізики є те, що Сонце повинно мати певне джерело енергії, щоб продовжувати світити. Оскільки ядерні реакції були невідомі, основним кандидатом на джерело сонячної енергії було гравітаційне стиснення.
Проте невдовзі сер Артур Еддінгтон та інші визнали, що загальна кількість енергії, доступної завдяки цьому механізму, дозволяла Сонцю світити лише мільйони років, а не мільярди років, які свідчили геологічні та біологічні докази віку Землі. (Сам Кельвін стверджував, що Землі мільйони, а не мільярди років.) Справжнє джерело енергії Сонця залишалося невизначеним до 1930-х років, коли Ганс Бете показав, що це ядерний синтез.

## Потужність, створена скороченням Кельвіна–Гельмгольца
Було припущено, що гравітаційна потенціальна енергія від стиснення Сонця може бути його джерелом енергії. Щоб обчислити загальну кількість енергії, яка буде вивільнена Сонцем у такому механізмі (припускаючи рівномірну щільність), його було наближено до ідеальної сфери, що складається з концентричних оболонок. Гравітаційну потенціальну енергію можна знайти як інтеграл по всіх оболонках від центру до її зовнішнього радіуса.
Гравітаційна потенційна енергія з механіки Ньютона визначається як:
{\displaystyle U=-{\frac {Gm_{1}m_{2}}{r}},}
де G — гравітаційна стала, а дві маси в цьому випадку — це маса тонких оболонок шириною dr, і маса, що міститься в радіусі r, як одиниця, інтегрується між нулем і радіусом повної сфери. Це дає:
{\displaystyle U=-G\int _{0}^{R}{\frac {m(r)4\pi r^{2}\rho }{r}}\,dr,}
де R — зовнішній радіус сфери, а m(r) — маса, що міститься в радіусі r . Заміна m(r) на добуток об'єму на густину для задоволення інтегралу,
{\displaystyle U=-G\int _{0}^{R}{\frac {4\pi r^{3}\rho 4\pi r^{2}\rho }{3r}}\,dr=-{\frac {16}{15}}G\pi ^{2}\rho ^{2}R^{5}.}
Перерахування маси кулі дає повну гравітаційну потенціальну енергію як
{\displaystyle U=-{\frac {3GM^{2}}{5R}}.}
Згідно з теоремою Віріала, повна енергія для гравітаційно зв'язаних систем у рівновазі становить половину усередненої за часом потенційної енергії,
{\displaystyle U_{r}={\frac {|\langle U\rangle |}{2}}={\frac {3GM^{2}}{10R}}.}
Хоча припущення про рівномірну густину є неправильним, можна отримати приблизну оцінку очікуваного віку нашої зірки за порядком величини, вставивши відомі значення для маси та радіуса Сонця, а потім поділивши на відому світність Сонця (зверніть увагу, що це включатиме інше наближення, оскільки вихідна потужність Сонця не завжди була постійною):
{\displaystyle {\frac {U_{\text{r}}}{L_{\odot }}}\approx {\frac {1.1\times 10^{41}~{\text{J}}}{3.828\times 10^{26}~{\text{W}}}}=2.874\times 10^{14}~\mathrm {s} \,\approx 8\,900\,000~{\text{років}},}
де {\displaystyle L_{\odot }} це світність Сонця. Попри те, що ця величина дає достатньо енергії для значно довшого періоду, ніж багато інших фізичних методів, таких як хімічна енергія, ця величина все одно була недостатньою через геологічні та біологічні докази того, що Землі були мільярди років. Зрештою було виявлено, що термоядерна енергія відповідає за вихідну потужність і тривалий час життя зірок.
Потік внутрішнього тепла для Юпітера визначається похідною за часом повної енергії
{\displaystyle {\frac {dU_{r}}{dt}}={\frac {-3GM^{2}}{10R^{2}}}{\frac {dR}{dt}}=-1.46\times 10^{28}~{\text{[J/m]}}~\times {\frac {dR}{dt}}~{\text{[m/s]}}.}
Зі скороченням {\textstyle -1\mathrm {\frac {~mm}{yr}} =-0.001\mathrm {\frac {~m}{yr}} =-3.17\times 10^{-11}~\mathrm {\frac {m}{s}} }, отримано
{\displaystyle {\frac {dU_{r}}{dt}}=4.63\times 10^{17}~{\text{W}},}
ділення на всю площу Юпітера, тобто {\displaystyle S=6.14\times 10^{16}~\mathrm {m^{2}} }, отримано
{\displaystyle {\frac {1}{S}}{\frac {dU_{r}}{dt}}=7.5~\mathrm {\frac {W}{m^{2}}} .}
Звичайно, це рівняння зазвичай розраховують в іншому напрямку: експериментальна цифра питомого потоку внутрішнього тепла, 7,485 Вт/м 2, була отримана з прямих вимірювань, зроблених на місці зондом Кассіні під час його прольоту 30 грудня 2000, і ми отримуємо величину скорочення, ~1 мм/рік, цифра нижче меж практичного вимірювання.